# Murat Karayalçın
Murat Karayalçın, né en 1943 à Samsun, est un homme politique turc.

## Formation
Il est diplômé de la faculté des sciences politiques de l'Université d'Ankara. Il a fait son master à l'Université d'East Anglia

## Carrière professionnelle
Il rejoint à l'Organisation de Planification d'État (DPT) comme expert et administrateur. Entre 1978-1979, il est sous-secrétaire d'État de ministère des affaires rurales. Entre 1988-1996, il est membre de conseil d'exécutif du comité des coopératives d'habitation de l'Alliance coopérative internationale. Entre 1988 et 1993, il est président de l'union centrale des coopératives urbaines.
Il est membre du conseil d'administration de la Türkiye İş Bankası entre 2017-2020.

## Vie politique
Il est élu maire d'Ankara sous l'étiquette de parti social-démocrate populaire (SHP) en 1989, et quitte cette fonction, après son élection au fonction de présidence du SHP en 1993, entre 1993-1994 il est ministre d'État et vice-premier ministre et entre 1994-1995 ministre des affaires étrangères et vice-premier ministre.
Il est élu en 1995 député de Samsun sur la liste du CHP. Président de la commission des affaires étrangères de la Grande Assemblée nationale de Turquie entre 1997-1999. Il quitte le CHP en 2001 et fonde le parti social-démocrate du peuple en 2002, il devient le président de ce dernier parti jusqu'en 2008 et rejoint le CHP.
Il est candidat pour reconquérir la mairie d'Ankara en 1999, 2004 et 2009.
Il est président de la fédération de CHP d'Istanbul entre 2014-2016, il est encore membre du comité consultatif des relations extérieures.

## Distinctions
- Chevalier de la Légion d'honneur